# وادي الكهوف القديمة في الكرمل

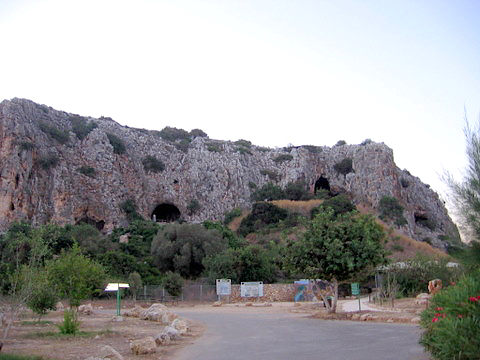
وادي الكهوف القديمة في الكرمل

وادي الكهوف القديمة في الكرمل تمتد على المنحدرات من جهتي الوادي لمسافة تقارب 2كم. يبدأ هذا الوادي مساره من منطقة دالية الكرمل لينتهي مصبه في البحر المتوسط إلى الجنوب من كيبوتس نافيه يام. من بين الأماكن المثيرة بالوادي، مجموعة من الكهوف الأثرية القديمة والتي عاشها الإنسان القديم على مدى 500 الف عام تقريباً.
أشارت نتائج التحري للموقع بواسطة الكربون 14 بان تلك المكتشفات تعود للحضارة النطوفية وتم وضعه على لائحة التراث العالمي في عام 2012.

## أسماء الكهوف

### مغارة الطابون
واحدة من بين 4 كهوف تعود لعصور ما قبل التاريخ المتواجدة على المنحدر الجنوبي في وادي الكهوف، الذي يقع بمنحدر جبل الكرمل ما يقارب 20 كم إلى الجنوب من مدينة حيفا.
تم بحث الكهف وأجرا التنقيبات بين الأعوام 1929-1934 بيد الباحثة البروفسور دوروثي جارود، حيث كانت تلك إحدى الكهوف الأولى التي يتم دراستها في فلسطين آنذاك إلى جانب ذلك، فقد اعتبرت الحفريات الأثرية من بين التنقيبات الهامة جدا في أبحاث عصور ما قبل التاريخ.
وتعود أهمية المغالاة إلى كونها مكانا هاما لدراسة ثلاث أنواع من الأبحاث: علم الصخور والطبقات (الجيولوجيا)، عصور ما قبل التاريخ ودراسة الهياكل العظمية للإنسان القديم. أما من حيث الطبقات الأثرية، فقد دلت المكتشفات في المغارة على وجدود ما يقارب 150 طبقة أثرية من عصور ما قبل التاريخ، الا ان الباحثون يشملون الدراسة حول الحضارات القديمة التي عثر على بقاياها في المغارة وهي أيضا كثيرة ومتنوعة ابتدأ من مليون عام قبل أيامنا وحتى نهاية العصر الحجري الأوسط أي ما يقارب 45,000 قبل يومنا.

### مغارة الواد
تقع على المنحدر الجنوبي من وادي الكهوف، إلى الشمال من مغارة الطابون. لها غرفتان وتعتبر أكبر الكهوف في الوادي. عام 1928 بدأت الحفريات الأثرية الأولى التي كشفت عن هياكل عظمية وأدوات من حجارة الصوان أحداها منجل مزخرف على شكل رأس حيوان والذي يعتبر الدليل الأول لمكتشفات فنية من عصور ما قبل التاريخ
الحفريات الأثرية الهامة بدأت بين الأعوام 1929-1933 بيد الباحثة الأمريكية دوروثي جارود، خلالها تم الكشف عن 9 طبقات استيطان تعود للعصور الحجري الأوسط (120,000 عام قبل أيامنا) وحتى الفترات التاريخية. وتعود أهم المكتشفات الأثرية للطبقة الثانية التي تم تحديد تاريخها إلى الحضارة «النطوفية» (18,000 – 8,300 عام قبل ايامنا)، والتي عثر على بقاياها في القاعتين في مقدمة الكهف، حيث شملت المكتشفات الأثرية من هذه الفترة: أدوات من الصوان للاستعمال اليومي، أدوات مصنوعة من العظام من بينها صنانير لصيد السمك، مقبض لمنجل، أدوات حادة (شبه سكاكين)، إلى جانب الهياكل العظمية التي وجدت مدفونة وهي بشكل منقبض يشبه أنسانا يجلس القرفصاء، حفريات أثرية أخرى بالكهف اجريت عام 1980-1981 إلا أنها لم تثمر نتائج يجدر ذكرها في هذا المقال. أما جامعة حيفا فقامت بالحفريات الأثرية عام 1988 والتي كشفت عن قسم من الطبقة التابعة للحضارة النطوفية حيث شملت المكتشفات الصغيرة على التحف الفنية، هياكل عظمية لكائنات حية، أدوات من الصوان وغيرها وقد أشارت نتائج التاريخ بواسطة الكربون 14 بان تلك المكتشفات تعود للحضارة النطوفية القديمة جدا بمنطقتنا أي ما بين 12,950 عام قبل أيامنا وحتى 10,300 عام قبل أيامنا.
أما بقايا النبات في المغارة فشملت بقايا من غبار شجر الزيتون والأثيل. من المحتمل أن أغصان الأشجار هذه جلبت إلى المغارة وهي مزهرة مما أدى إلى تساقط الأزهار والتي عثر خلال الحفريات على بقاياها في المغارة.

### مغارة الجدي
تتواجد على المنحدر الجنوبي من وادي الكهوف، ما يقارب 100 م إلى الشمال من مغارة الواد. عام 1922 تم الكشف عن المغارة واستمر الكشف كليا خلال الحفريات بين الأعوام 1931-1932. خلال الحفريات عثر على 14 هيكل عظمي (التابعة للفترة ما بين 120,000 – 45,000 عام قبل أيامنا), بينهم 3 هياكل كاملة، الأمر الذي أدى الباحثين للافتراض بان المغارة استعملت لدفن الموتى آنذاك. تعتبر هذه الهياكل هامة جدا لكونها تابعة لأحدى المراحل من تطور الإنسان القديم وتصنف هذه الهياكل التابعة للإنسان من نوع الإنسان المفكر الحديث.
أما الكهف الرابع بين تلك الكهوف فهي مغارة النقوش المتواجدة بالقرب من مغارة الطابون والتي اكتسبت اسمها لكونها تحمل النقوش والنحوتات على جدران الكهف، شملت رسومات لكائنات حية قديمة. إلى جانب تلك النقوش عثر على هياكل عظمية تاريخها ما يقارب 90,000 عام قبل أيامنا.

## وصلات خارجية
- UNESCO: Sites of Human Evolution at Mount Carmel: The Nahal Me’arot / Wadi el-Mughara Caves
- Nahal Me'arot recognized as World Heritage Site